# Roberto Genuin
Roberto Genuin, né le 20 septembre 1961 à Falcade, en Vénétie, est un frère mineur capucin italien, ministre général de son ordre de 2018 à 2021,.

## Biographie
Roberto Genuin naît au sein d'une famille nombreuse pratiquante. Il poursuit ses études secondaires au collège séraphique de Castelmonte à l'issue desquelles il entre au noviciat des capucins au couvent de Lendinara. Il prononce ses premiers vœux chez les frères mineurs capucins le 4 octobre 1981, et fait sa profession solennelle le 30 juin 1985. 
En 1986, il est bachelier en théologie cum laude. Il est ordonné prêtre à Falcade le 27 juin 1987 par Mgr Ducoli et dirige ensuite le collège séraphique de Thiene où il avait déjà travaillé en tant que diacre. Il obtient son doctorat en droit canon et en droit civil de l'Université pontificale du Latran. 
Il est ensuite gardien du couvent du Très-Saint-Rédempteur de Venise et professeur au Laurentianium de Venise (1996-2008). En 2008, il est ministre provincial de la province Saint-Antoine de Vénétie, puis en 2014 de celle la Sainte-Croix de Vénétie, nouvellement formée (par l'union de celle du Trentin),. En 2017, il est nommé gardien du couvent de Rovereto. 
Durant son service de ministre provincial, il visite les couvents d'Italie et des communautés capucines missionnaires à l'étranger, notamment en Angola et au Cap Vert, mais aussi en Suisse ou en Terre Sainte, etc. Il aide à la mise en place de la communauté de Clermont-Ferrand et à celle de Géorgie. Il fait partie de la commission chargée de réviser les statuts de l'ordre, réunie par le P. Mauro Jöhri.
Roberto Genuin est élu au premier tour le 3 septembre par cent quatre-vingt-huit capucins en chapitre à Rome, au collège Saint-Laurent-de-Brindisi - représentant dix mille frères répartis sur les cinq continents - comme nouveau ministre général, succédant à Mauro Jöhri.

### Articles liés
- Liste des ministres généraux des franciscains et des capucins